# Monte San Nicola (Abruzzo)
Il Monte San Nicola (2.012 m s.l.m) è una cima montuosa del gruppo del Monte Sirente, posta nella sua parte meridionale. 

## Descrizione
È una delle tre montagne principali del gruppo assieme alla cima del gruppo e al Monte Tino, digradando a sud verso il valico di Forca Caruso. È ricompreso tra i territori di Collarmele, Aielli e Gagliano Aterno. Da una parte guarda verso la Valle Subequana e il Gran Sasso d'Italia, a sud la Maiella, a ovest il Serra Lunga, i Monti Ernici, i Monti Cantari e i Monti Marsicani.